# أنشارتد (سلسلة)
أَنشارتد (بالإنجليزية: Uncharted)‏ هي سلسلة ألعاب فيديو من نوع أكشن-مغامرات وتصويب منظور الشخص الثالث ومنصات. طورت بواسطة نوتي دوغ ونشرت من قبل سوني كمبيوتر إنترتينمنت حصرياً لمنصات البلاي ستيشن. السلسلة تتبع مغامرات صائد الكنوز الماهر ناثان دريك ومعلمه فيكتور سوليفان وحبيبته إيلينا فيشر وآخرين، حيث يسافرون حول العالم ليكشفوا أسراراً تاريخية مختلفة.
السلسلة تتضمن أنشارتد: دريك فورتشن وأنشارتد 2: أمونغ ثيفز وأنشارتد 3: دريكز ديسبشن أنشارتد 4: نهاية لص . أصدر الجزء الأول تزامنناً مع أطلاق جهاز PS3. أمونغ ثيفز هي أعلى أجزاء السلسلة تقييماً حتى الآن، حيث أنها حالياً ثاني أعلى ألعاب البلاي ستيشن 3 تقييماً على ميتاكريتيك يتقدمها GTA 4، كما ربحت عدة جوائز لعبة العام. هناك أيضاً أنشارتد: الهاوية الذهبية وUncharted: Fight for Fortune لجهاز سوني المحمول البلاي ستيشن فيتا. تم الإعلان عن فيلم مقتبس عنها. السلسلة قد باعت 17 مليون نسخة حول العالم بحلول أبريل 2012.

## الأماكن
يرحل ناثان في أنشارتد: دريك فورتشن إلى غابات الأمازون وجزيرة معزولة قبالة سواحل أمريكا الجنوبية. في أنشارتد 2: أمونغ ثيفز يستكشف قمة جبل ثلجي في التبت ومتحف في إسطنبول وغابات بورنيو أضافة إلى الأماكن المأهولة في النيبال. أما في أنشارتد 3: دريكز ديسبشن فيذهب إلى عدة أماكن منها شوارع لندن وكولومبيا وقصر أثري في فرنسا وقلعة في سوريا ومدينة في اليمن وصحراء الربع الخالي.

## طريقة اللعب

خلال القتال يستطيع ناثان الأحتماء خلف حائط او ما شابهه وأطلاق النار على الأعداء إما عن طريق التصويب أو بشكل عشوائي.

طريقة اللعب أنشارتد هي مزيج من أكشن-مغامرات وعناصر منصات ثلاثية الأبعاد مع تصويب من منظور الشخص الثالث. عناصر المنصات تسمح لناثان بالقفز والسباحة والإمساك والحركة بمحاذات الحواف والتسلق والتأرجح من الحبال وتنفيذ حركات بهلوانية تسمح للاعب بشق طريقه عبر الكثير من التحديات التي سيواجهها ناثان. كما أن هناك تشكيلة واسعة من الأسلحة مقدمة في اللعبة، اللاعب بإمكانه حمل سلاح جانبي واحد (مسدس أو ماشابهه)، وسلاح رئيسي مثل البندقية أو شوزن، إضافة إلى حفنة من القنابل اليدوية. هذه الأسلحة بالأمكان الحصول عليها عن طريق إلتقاطها من الأعداء الأموات أو تلك المتبعثرة في أمكان مختلفة على الخرائط.
اللعب الجماعي، بنوعيه التنافسي والتعاوني، تم تقديمه في الجزء الثاني، أنشارتد 2: أمونغ ثيفز. اللعب الجماعي التعاوني يسمح من واحد إلى ثلاثة أشخاص بأخذ دور ناثان وبطلين آخرين مرافقين له ويتضمن مهمات مليئة بالاشتباكات المسلحة والقفز وأهداف تتحقق بالتعاون بين اللاعبين. بإمكان اللاعبين أيضاً مساعدة رفاقهم إذا أصبحوا مصابين أو تم إمساكهم من قبل العدو. اللعب الجماعي التنافسي يسمح لعشرة لاعبين كحد أقصى بالتنافس بينهم ضمن فريقين كل واحد منهم مكون من خمسة لاعبين.
اللعب التنافسي يتضمن ستة أطوار: Deathmatch وPlunder وTeam Objective وThree Team Deathmatch وHardcore وFree For All. يتضمن طور Deathmatch فريقين من خمسة أشخاص، حيث أحد الفريقين أبطال والآخر أعداء. بإمكان اللاعبين اختيار شخصية مناسبة لهم (مثل ناثان وإيلينا وفكتور وأخرى كتنزين وكلوي لصالح فريق الأبطال). وبينما يسكب اللاعبون نقاط ويزيدون الرانك (rank)، يستطيعون شراء المزيد من الأضافات (skins) لشخصياتهم سواء كانوا الأبطال أم الأعداء.

## الألعاب

### السلسلة الرئيسية

#### أنشارتد: دريك فورتشن
الجزء الأول أنشارتد: دريك فورتشن صدر عام 2007 يسطر بداية رحلة بطل السلسلة ناثان دريك الذي من المفترض أنه من سلالة المستكشف الأنكليزي فرنسيس دريك، يبحث ناثان في هذا الجزء عن كنز الإل دورادو في أمريكا الجنوبية بمساعدة الصحفية إيلينا فيشر ومعلمه فيكتور سوليفان، وخلال ذلك يطاردهم بلا هوادة قراصنة يقودهم إيدي رجا ولاحقاً مجموعة من المرتزقة يقودهم غابرييل رومان وأتوك نافارو.

#### أنشارتد 2: أمونغ ثيفز
الجزء الثاني أنشارتد 2: أمونغ ثيفز صدر عام 2009 أمونغ ثيفز تأخذ ناثان في رحلة عبر النيبال وجبال الهيمالايا، للبحث عن مدينة «شامبهالا» الضائعة. بمساعدة أيضاً معظم رفاق الجزء الأول مثل إيلينا فيشر وفيكتور سوليفان، تقدم اللعبة نظام تخفي وشخصيات جديدة كلوي فريزر (لديها تاريخ مع ناثان) وهاري فلين (رفيق سابق لناثان) وزوران لزيرفيك، وهو مجرم حرب صربي والعدو الرئيسي فيها. اللعبة تقدم أيضاً نظام اللعب الجماعي إلى السلسلة.

#### أنشارتد 3: دريكز ديسبشن
الجزء الثالث أنشارتد 3: دريكز ديسبشن صدر عام 2011 يركز هذا الجزء على العلاقة بين ناثان دريك وفيكتور سوليفان الذي يتعبره الأول مثل والده، ويبحث عن مدينة أسطورية ضائعة (إرم ذات العماد) حيث سيأخذه بحثه في النهاية إلى شبه الجزيرة العربية وصحراء الربع الخالي فيها. إيلينا فيشر وكلوي فريزر متواجدتين لكل بدور أصغر للأخيرة. وتقدم اللعبة شخصيات جديدة مثل تشارلي كتر وسالم، حلفاء ناثان الجدد، وكاثرين مارلو وتالبوت ورمسيس، الأعداء الرئيسين في اللعبة.

## أجزاء اللعبة الرئيسية
| رقم الجزء | سنة الصدور | الاسم بالعربي           | الاسم بالإنجليزي               | الأجهزة       |
| --------- | ---------- | ----------------------- | ------------------------------ | ------------- |
| 1         | 2007       | أنشارتد: دريك فورتشن    | Uncharted: Drake's Fortune     | بلاي ستايشن 3 |
| 2         | 2009       | أنشارتد 2: أمونغ ثيفز   | Uncharted 2: Among Thieves     | بلاي ستايشن 3 |
| 3         | 2011       | أنشارتد 3: دريكز ديسبشن | Uncharted 3: Drake's Deception | بلاي ستايشن 3 |
| 4         | 2016       | انشارتد 4: أ ثيفز أند   | Uncharted 4:a thiefs end       | بلاي ستيشن 4  |
| 5         | 2017       | انشارتد: لوست ليجيسي    | Uncharted: The Lost Legacy     | بلاي ستيشن 4  |

## الشخصيات
| شخصية          | لعبة                 | لعبة                                               | لعبة                    |
| شخصية          | أنشارتد: دريك فورتشن | أنشارتد 2: أمونغ ثيفز                              | أنشارتد 3: دريكز ديسبشن |
| -------------- | -------------------- | -------------------------------------------------- | ----------------------- |
| ناثان دريك     | نولان نورث           | نولان نورث                                         | نولان نورث              |
| إيلينا فيشر    | إميلي روز            | إميلي روز                                          | إميلي روز               |
| فيكتور سوليفان | ريتشارد مكانكول      | ريتشارد مكانكول                                    | ريتشارد مكانكول         |
| غابرييل رومان  | سيمون تمبلمان        |                                                    |                         |
| أتوك نافارو    | روبن آتكن داونز      |                                                    |                         |
| إيدي راجا      | جيمس سي              |                                                    |                         |
| كلوي فريزر     |                      | كلوديا بلاك                                        | كلوديا بلاك             |
| كارل شيفر      |                      | رينيه أوبرجونوا                                    |                         |
| هاري فلين      |                      | ستيف فالنتاين                                      |                         |
| تنزين          |                      | بيما دوندوب (صوت) روبن آتكن داونز (ألتقاط الحركات) |                         |
| زوران لازارفيك |                      | غراهام مكتيفيش                                     |                         |
| الملازم. درازا |                      | مايكل بنيير                                        |                         |
| جيف            |                      | غريغوري مير                                        |                         |
| كاثرين مارلو   |                      |                                                    | روزاليند ايريس          |
| تشارلي كتر     |                      |                                                    | غراهام مكتيفيش          |
| تالبوت         |                      |                                                    | روبن آتكن داونز         |
| سالم           |                      |                                                    | تي جي راميني            |
| رمسيس          |                      |                                                    | سيد بدرية               |

## روابط خارجية
- أنشارتد على موقع ميوزك برينز (الإنجليزية)